# Shola Ameobi
Foluwashola „Shola“ Ameobi (* 12. Oktober 1981 in Zaria, Nigeria) ist ein englisch-nigerianischer ehemaliger Fußballspieler. Er spielte 14 Jahre bei Newcastle United und hält den Rekord für die meisten Einwechslungen in der Premier League. Seine jüngeren Brüder Tomi und Sammy sind ebenfalls Fußballprofis.

## Karriere

### Verein
Ameobi kam im Alter von fünf Jahren mit seinen Eltern nach England. Mit 13 Jahren kam er in die Newcastle United Academy. Er debütierte einen Tag vor seinem 18. Geburtstag im Reserveteam. Am 9. September 2000 gab er sein Debüt in einem Heimspiel gegen den FC Chelsea und war seitdem Bestandteil im erweiterten Kader von Newcastle United.
Im Sommer 2014 wechselte er in die türkische TFF 1. Lig zu Gaziantep Büyükşehir Belediyespor. Sein erstes Tor erzielte er am 19. September 2014 per Elfmeter gegen Adanaspor, das Spiel endete mit 1:1.
Nachdem sein Vertrag in der Türkei Ende Dezember 2014 aufgelöst worden war, schloss er sich einen Monat später dem Premier-League-Teilnehmer Crystal Palace an, für den er bis zum Saisonende 2014/15 aktiv war. Bis zum Ende seiner Laufbahn 2018 schlossen sich drei weitere Stationen an, wobei er bei Notts County im Spätherbst seiner Laufbahn erneut zum Stamm zählte.

### Nationalmannschaft
In der englischen U-21-Nationalmannschaft kam er zwischen 2000 und 2003 auf insgesamt 20 Einsätze, in denen er sieben Tore erzielte. Im November 2012 debütierte er für die nigerianische Nationalelf.

## Soziales Engagement
Ameobi engagiert sich als Botschafter bei Show Racism the Red Card. Zusammen mit Sol Campbell zeichnete er ein Video-Statement gegen Rassismus und Diskriminierung auf.